# جون روشي (لاعب كرة قاعدة)
جون روشي (بالإنجليزية: John Roach)‏ هو لاعب كرة قاعدة أمريكي، ولد في 19 نوفمبر 1867 في North Bend, Pennsylvania ‏ في الولايات المتحدة، وتوفي في 2 أبريل 1934 في بيوريا في الولايات المتحدة.